# Mega Man 4
Mega Man 4, znany w Japonii jako Rockman 4 Aratanaru Yabō!! (jap. ロックマン4 新たなる野望!!; dosł. „Rockman 4: Nowe ambicje!!”) – komputerowa gra platformowa na konsolę NES, stworzona przez firmę Capcom i wydana 6 grudnia 1991 roku w Japonii, w styczniu 1992 w USA oraz w sierpniu 1993 w Europie. Jest to czwarta część gry z serii Mega Man na platformę NES.

## Fabuła
Akcja gry rozgrywa się w przyszłości w XXI wieku w roku "200X". Rok później po wydarzeniach z trzeciej części gry Mega Man oraz po upadku złego Dr. Wily'ego, Dr. Light otrzymuje list od tajemniczego rosyjskiego naukowca – Dr. Cossacka, który jak sam twierdzi, jest najlepszym na świecie inżynierem w dziedzinie robotyki. Dr. Cossack zbudował 8 Mistrzów Robotów (Robot Masters), które mają za zadanie opanować cały świat. Dr. Light postanawia przeprogramować Mega Mana w robota bojowego wraz z zupełnie nową wyposażoną bronią zwaną "Mega Busterem" i rozpoczyna bitwę z kolejnymi 8 Mistrzami Robotów, które zostały stworzone przez Dr. Cossacka.